# Françoise de Louvain
Françoise de Louvain, död 1620, var en fransk boktryckare och förläggare. Hon tillhörde en minoritet kvinnliga boktryckare som gjorde sig märkbara i tryckeribranschen i Paris under tidigmodern tid, jämsides med Yolande Bonhomme, Charlotte Guillard och hennes dotter Marie L'Angelier.
Hon gifte sig först med tryckaren Pierre du Pré, och 1573 med tryckaren Abel L'Angelier. Efter hennes andre makes död 1610 fick hon ansvaret för hans tryckeri och skötte verksamheten till sin egen död. Det var ett betydande företag med många anställda. Historiskt har hennes verk ofta förväxlats med hennes makes, då de uppvisade samma professionalitet, något som länge ansågs otänkbart. 